# Matías Budiño
Matías Alexis Budiño (San Pedro, Buenos Aires; 3 de julio de 1995) es un futbolista argentino. Juega de arquero en Estudiantes, de la Primera Nacional, a préstamo de Excursionistas.

## Trayectoria

### Inicios
Luego de jugar en la Liga Sampedrina de Fútbol, en el club La Esperanza, Budiño realizó las inferiores en el club Ferro Carril Oeste y en Boca Juniors dónde estuvo desde la octava división  hasta llegar a la reserva dirigida por "el flaco" Schiavi  para finalmente ser citado al primer equipo dirigido por Arruabarrena, compartiendo plantel con figuras como Daniel Osvaldo, Carlos Tévez, Agustín Orion.

### Dock Sud
En 2016, Budiño llega a Dock Sud, equipo de la Primera C. Allí se mantiene hasta 2018, disputando 63 partidos.

### Excursionistas
En 2018 se convirtió en arquero de Excursionistas, equipo que también disputaba la cuarta categoría del fútbol argentino. En el Villero jugó un total de 50 encuentros.

### Quilmes
Sus buenas actuaciones en la Primera C hicieron que Budiño se convierta en arquero de Quilmes, de la Primera Nacional. Llegó a préstamo por un año con opción de compra.

### Patronato
Luego de una buena temporada en Quilmes, el club bonaerense toma la decisión de no renovar su contrato y regresa a Excursionistas, donde es cedido por un año a Patronato para afrontar nuevamente la segunda categoría.

## Estadísticas

### Clubes
- Actualizado hasta el 17 de agosto de 2025.

| Dock Sud Argentina | 4.ª                 | 2016                | 2   | 3   | - | - | - | -  | 2   | 3   | 1.5  |
| Dock Sud Argentina | 4.ª                 | 2016-17             | 33  | 42  | - | - | - | -  | 33  | 42  | 1.27 |
| Dock Sud Argentina | 4.ª                 | 2017-18             | 27  | 31  | - | - | - | -  | 27  | 31  | 1.15 |
| Dock Sud Argentina | Total club          | Total club          | 62  | 76  | - | - | - | -  | 62  | 76  | 1.23 |
| Excursionistas Argentina | 4.ª                 | 2018-19             | 27  | 28  | - | - | - | -  | 27  | 28  | 1.04 |
| Excursionistas Argentina | 4.ª                 | 2019-20             | 18  | 21  | - | - | - | -  | 18  | 21  | 1.17 |
| Excursionistas Argentina | 4.ª                 | 2020                | 5   | 6   | - | - | - | -  | 5   | 6   | 1.2  |
| Excursionistas Argentina | Total club          | Total club          | 50  | 55  | - | - | - | -  | 50  | 55  | 1.1  |
| Quilmes Argentina | 2.ª                 | 2021                | 3   | 5   | - | - | - | -  | 3   | 5   | 1.67 |
| Quilmes Argentina | 2.ª                 | 2022                | 8   | 8   | 1 | 0 | - | -  | 9   | 8   | 0.89 |
| Quilmes Argentina | Total club          | Total club          | 11  | 13  | 1 | 0 | - | -  | 12  | 13  | 1.08 |
| Patronato Argentina | 2.ª                 | 2023                | 2   | 1   | 2 | 2 | 5 | 11 | 9   | 14  | 1.56 |
| Patronato Argentina | Total club          | Total club          | 2   | 1   | 2 | 2 | 5 | 11 | 9   | 14  | 1.56 |
| Estudiantes Argentina | 2.ª                 | 2024                | 37  | 29  | - | - | - | -  | 37  | 29  | 0.78 |
| Estudiantes Argentina | 2.ª                 | 2025                | 25  | 17  | 1 | 1 | - | -  | 26  | 18  | 0.69 |
| Estudiantes Argentina | Total club          | Total club          | 62  | 46  | 1 | 1 | - | -  | 63  | 47  | 0.75 |
| Total en su carrera | Total en su carrera | Total en su carrera | 187 | 191 | 4 | 3 | 5 | 11 | 196 | 205 | 1.05 |
| (1) Las copas nacionales se refiere a la Copa Argentina y a la Supercopa Argentina. (2) Las copas internacionales se refiere a la Copa Libertadores y a la Copa Sudamericana. (3) Media de goles recibidos por encuentro. No incluye goles en partidos amistosos. |                     |                     |     |     |   |   |   |    |     |     |      |